# Wonoyoso (Pringapus)
Wonoyoso is een bestuurslaag in het regentschap Semarang van de provincie Midden-Java, Indonesië. Wonoyoso telt 5869 inwoners (volkstelling 2010).